# The Beginning (musikalbum av Black Eyed Peas)
The Beginning är ett musikalbum från 2010 av det amerikanska bandet Black Eyed Peas. Albumet släpptes 30 november 2010 och innehåller tolv låtar.

## Låtlista
1. The Time (Dirty Bit)
2. Light Up the Night
3. Love You Long Time
4. XOXOXO
5. Someday
6. Whenever
7. Fashion Beats
8. Don't Stop the Party
9. Do It Like This
10. The Best One Yet (The Boy)
11. Just Can't Get Enough
12. Play It Loud
13. Let me get y'all ass's busted